# Александер Крусата
Александер Крусата (ісп. Alexander Cruzata, нар. 26 липня 1974) — кубинський футболіст, що грав на позиції захисника за клуб «Ольгін» та національну збірну Куби.

## Клубна кар'єра
У дорослому футболі дебютував 1996 року виступами за команду «Ольгін», кольори якої і захищав протягом усієї своєї кар'єри гравця, що тривала тринадцять років.

## Виступи за збірну
1996 року дебютував в офіційних матчах у складі національної збірної Куби.
У складі збірної був учасником трьох Золотих кубків КОНКАКАФ — 1998, 2002 і 2003 років.
Загалом протягом десятирічної кар'єри в національній команді провів у її формі 61 матч, забивши 2 голи.